# Filotei-Psichiko
Filotei-Psichiko (gr. Δήμος Φιλοθέης-Ψυχικού, Dimos Filotei-Psichiko) – gmina w Grecji, w administracji zdecentralizowanej Attyka, w regionie Attyka, w jednostce regionalnej Ateny-Sektor Północny. Siedzibą gminy jest Psichiko. W jej skład wchodzą ponadto miejscowości: Neo Psichiko i Filotei. W 2011 roku liczyła 26 968 mieszkańców. Powstała 1 stycznia 2011 roku w wyniku połączenia dotychczasowych gmin: Psichiko, Neo Psichiko i Filotei.